# 诺莱 (涅夫勒省)
诺莱（法語：Nolay，法語發音：[nɔlɛ]）是法国涅夫勒省的一个市镇，属于讷韦尔区。

## 地理
诺莱（47°7'15"N, 3°19'23"E）面积43.04 平方千米，位于法国勃艮第-弗朗什-孔泰大區涅夫勒省，该省份为法国中部省份，北至约讷省，西北接卢瓦雷省，西接谢尔省，南至阿列省，东南接索恩-卢瓦尔省，东临科多尔省。
与诺莱接壤的市镇（或旧市镇、城区）包括：普雷姆里、吕尔西堡、普瓦瑟、圣伯南代布瓦、圣叙尔皮斯、锡尚、沃达莫涅。

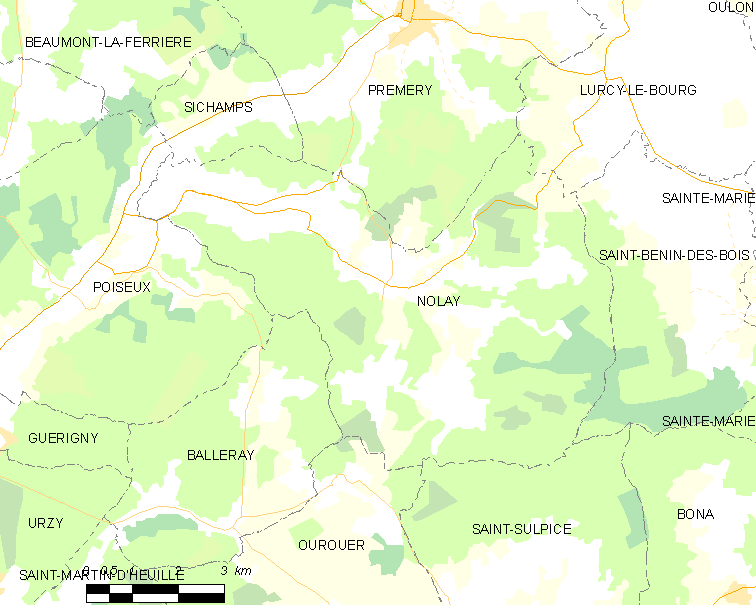
的OSM定位图

诺莱的时区为UTC+01:00、UTC+02:00（夏令时）。

## 行政
诺莱的邮政编码为58700，INSEE市镇编码为58196。

## 政治
诺莱所属的省级选区为盖里尼县。

## 人口

1962-2008年间人口变化图示

诺莱于2022年1月1日时的人口数量为346人。